# رابرت اف. کندی جونیور
رابرت فرنسیس کندی جونیور (انگلیسی: Robert Francis Kennedy Jr.؛ زادهٔ ۱۷ ژانویهٔ ۱۹۵۴) سیاستمدار، حقوق‌دان محیط زیست، کنش‌گر ضد واکسن و نظریه‌پرداز توطئه آمریکایی است. او رئیس و بنیان‌گذار گروه دفاع از سلامت کودکان است که در زمینهٔ مخالفت با واکسن فعالیت دارند و از حامیان اصلی اطلاعات نادرست دربارهٔ واکسن کووید-۱۹ هستند. او همچنین نامزد مستقل در انتخابات ریاست جمهوری ۲۰۲۴ بود. او که در خانواده کندی به دنیا آمده، پسر دادستان کل و سناتور رابرت اف. کندی و برادرزادهٔ رئیس‌جمهور سابق ایالات متحده، جان اف. کندی است، وی از ۱۳ فوریه ۲۰۲۵ به عنوان وزیر بهداشت و خدمات انسانی ایالات متحده آمریکا منصوب شده است.
از سال ۲۰۰۵، او به ترویج نظریه‌ای در مورد پیوند بین واکسن‌ها و اوتیسم پرداخته است، نظریه‌ای که از نظر علمی بی‌اعتبار است. از زمان آغاز دنیاگیری کووید-۱۹ در ایالات متحده آمریکا، کندی به‌عنوان یکی از مدافعان اصلی اطلاعات نادرست در خصوص واکسن کووید-۱۹ در آمریکا ظهور کرده است. او کتاب‌هایی چون آنتونی فاوچی واقعی را در سال ۲۰۲۱ و نامه‌ای به لیبرال‌ها را در سال ۲۰۲۲ نوشته است. در آوریل ۲۰۲۳، کندی مبارزات انتخاباتی خود را برای انتخابات ریاست‌جمهوری۲۰۲۴ ایالات متحده آمریکا آغاز کرد.

## سیاست

### امور خارجه و مداخله نظامی
کندی منتقد ائتلاف‌های آمریکا با دیکتاتوری‌هایی نظیر عربستان سعودی است. او از مداخله به رهبری عربستان سعودی در جنگ داخلی یمن انتقاد کرده، آن را «نسل‌کشی‌ای علیه قبیله حوثی مورد پشتیبانی ایران» خوانده است. کندی از حامیان اسرائیل است. در دسامبر ۲۰۲۳، او بحث تندی با کریستال بال، مجری بریکینگ پوینتس داشت که خاخام شمولی بوتیک آن را بزرگ‌ترین ویدئوی دفاع از اسرائیل از زمان آغاز جنگ اسرائیل و حماس خواند.
کندی که از مخالفان صنایع جنگ‌افزاری و مداخله‌های خارجی ایالات متحده آمریکا است، منتقد جنگ عراق و نیز حمایت آمریکا از اوکراین در برابر حمله روسیه است. او تهاجم روسیه به اوکراین را محکوم کرد، ولی جنگ روسیه و اوکراین «یک جنگ آمریکایی علیه روسیه» خواند و گفت هدف جنگ «قربانی کردن گل جوانان اوکراینی در کشتارگاه مرگ و نابودی برای جاه طلبی ژئوپلتیکی نومحافظه‌کاری» خواند. او خواهان یک توافق صلح در اوکراین بر اساس پیمان‌های مینسک شد؛ از نظر او، دونباس باید در اوکراین بماند ولی به آن خودمختاری داده شود و در حوزه اقتدار نیروهای صلح‌بانی سازمان ملل متحد بماند، و سپر دفاع موشکی باید از شرق اروپا برداشته شود.
کندی به عملیات‌های آلن دالس اداره کننده سابق سیا حمله کرد، کودتاها و مداخله‌های با پشتیبانی آمریکا نظیر کودتای ۲۸ مرداد را تحت عنوان «تشنه به خون» محکوم کرد، و مداخلات آمریکا در کشورهایی چون سوریه و ایران را بابت اوج‌گیری سازمان‌های تروریستی چون داعش و ایجاد آمریکاستیزی در منطقه سرزنش کرد. کندی گفت سیا اصلاً مسئولیت‌پذیری ندارد و قصد خود را برای تغییر ساختار این سازمان اعلام کرد.

## مبارزه علیه واکسیناسیون و نظریه‌های توطئه در خصوص بهداشت عمومی
کندی از مخالفان صریح اللهجه استفاده از نگهدارندهٔ جیوه‌ای تیومرسال در واکسن‌ها است. در ژوئن ۲۰۰۵، کندی مقاله‌ای در رولینگ استون و سلان با عنوان «مصونیت مرگ آور» نوشت و دولت را به توطئه در سرپوش‌گذاری بر رابطهٔ بین نگهدارنده واکسن تیومرسال و اوتیسم در کودکی متهم کرد. این مقاله حاوی چندین غلط مغایر با واقع بود و باعث شد سلان پنج اصلاحیه بر آن بزند و نهایتاً مقاله را در ۱۶ ژانویه ۲۰۱۱ به کل بردارد. انگیزه بخش برداشتن مقاله جمع‌آوری شواهد غلط‌ها و کلاهبرداری علمی بود که منبع ادعای ارتباط واکسن-آتیزم بود.